# Grasdachsiedlung Laher Wiesen

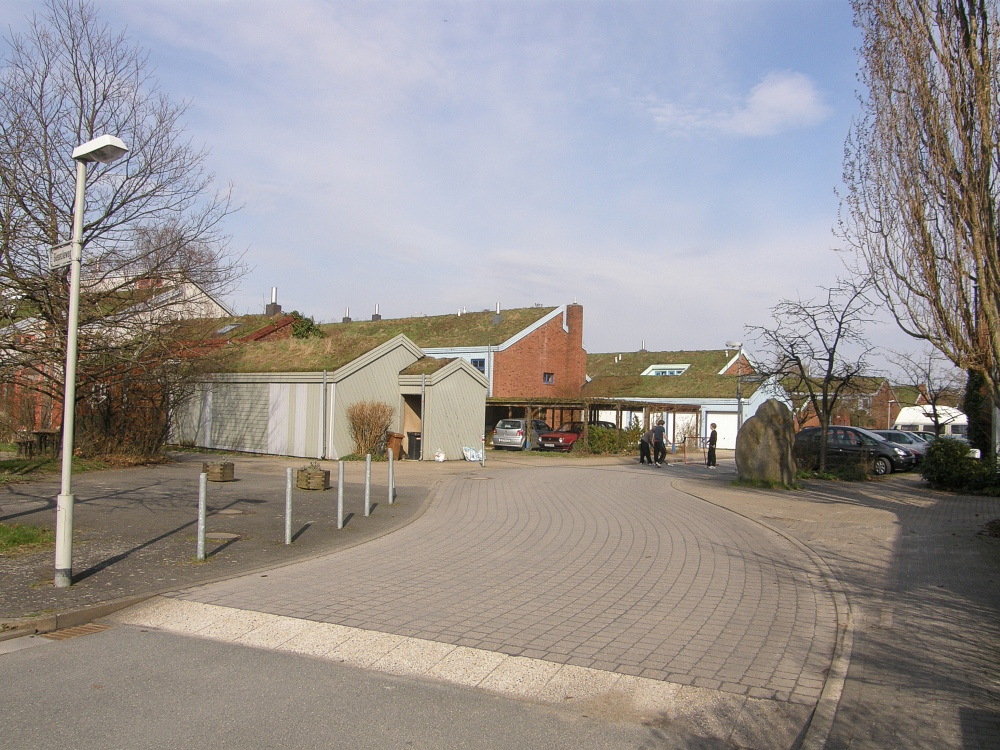
Straße in der Grasdachsiedlung, 2010

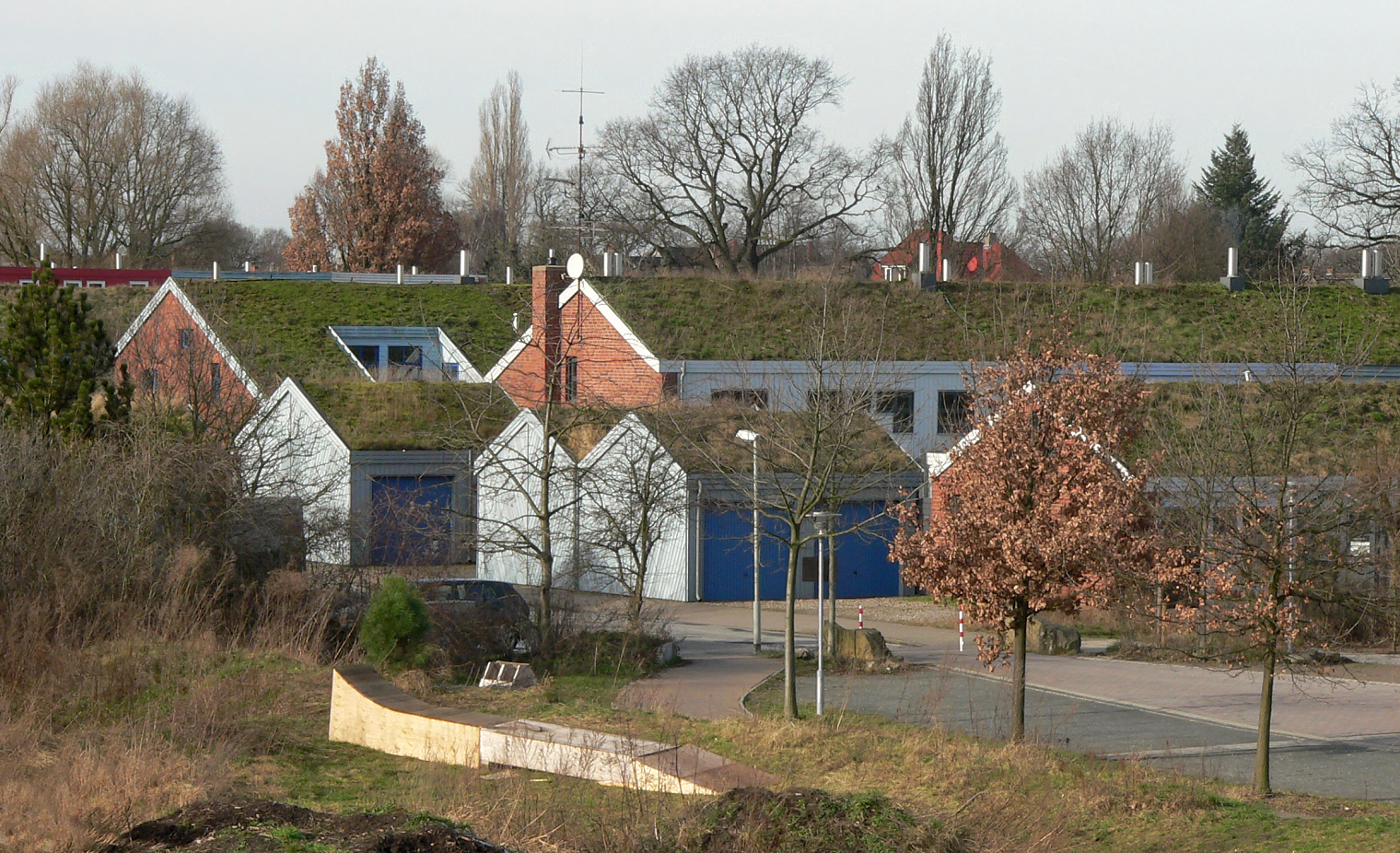
Blick auf die Grasdachsiedlung, 2008

Die Grasdachsiedlung Laher Wiesen (auch: Grasdachsiedlung Bothfeld) befindet sich in Hannover im Stadtteil Bothfeld. Das Wohngebiet wurde zwischen 1983 und 1985 im Rahmen eines ökologischen Pionierprojekts mithilfe der angrenzenden Waldorfschule erbaut. Die Grasdachsiedlung wurde nach Plänen der Architekten Hermann Boockhoff und Helmut Rentrop als Gruppenbauprojekt errichtet und dient als Prototyp für ökologische, energiebewusste und zukunftsweisende Stadtentwicklung.
Es ist die einzige Grasdachsiedlung in Hannovers. Sie umfasst 80 Häuser und zählt ca. 350 Einwohner. Sie gilt als eine der größten Eigenheimsiedlungen des ökologischen Bauens.

## Geschichte und Beschreibung
In den 1980er Jahren entstanden die zweigeschossigen Einfamilienreihenhäuser mit eigener Grünanlage im Rahmen eines Pionierprojekts von Eltern der Waldorfschule Hannover. Ihre Vision war es, erschwinglichen, ökologischen und nachhaltigen Wohnraum in der Nähe der Waldorfschule zu erschaffen im Sinne einer Einheit von Leben-Lernen-Arbeiten. Daraufhin bildete sich eine Bauherrengemeinschaft, bestehend aus 69 Mitgliedern, die gemeinsam mit den Architekten Boockhoff und Rentrop die Baupläne entwarf.
Neben dem Wunsch, ökologisches Wohnen zu ermöglichen, wollte man außerdem ein soziales Projekt schaffen, wodurch die Bebauung der Grasdachsiedlung als ein Gemeinschaftsprojekt erfolgte. Die Bauherren sowie die zukünftigen Bewohner beteiligten sich am Bau und hatten darüber hinaus die Möglichkeit am gesamten Entstehungsprozess teilzuhaben. Die Teilhabe wurde über Fragebögen ermöglicht, bei denen die Bewohner von verschiedenen Baumaterialien, bis hin zu den Wandfarben mitentscheiden konnten.
Aufgrund der sehr hohen Eigenleistung der Bauherren und Bewohner, beliefen sich die Gesamtkosten auf nur rund 950 Euro/m², von denen 550 Euro/m² Baukosten waren.
Von 1983 bis 1984 entstand ein flächendeckendes, aber gartenbezogenes Wohnen auf einer Fläche von 2,6 Hektar inklusive der Straße mit 69 zweigeschossigen Einfamilienhäusern und weiteren 28 Wohneinheiten in Hinterhäusern, die 1985 bezugsfertig waren.

## Bauweise

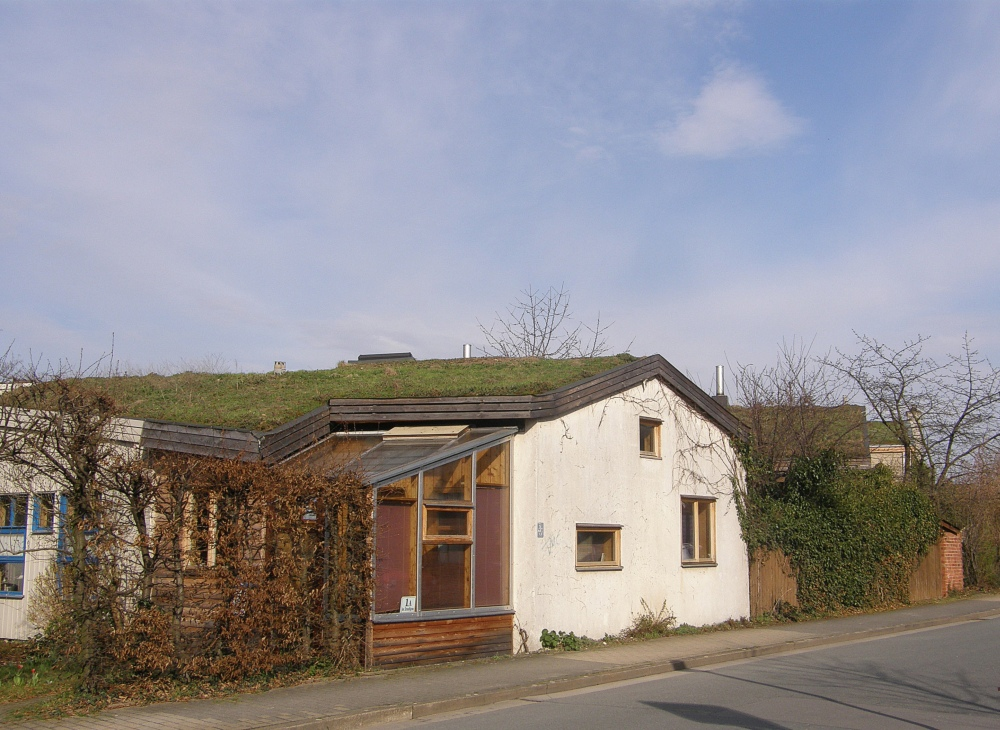
Haus der Grasdachsiedlung Laher Wiesen (2010)

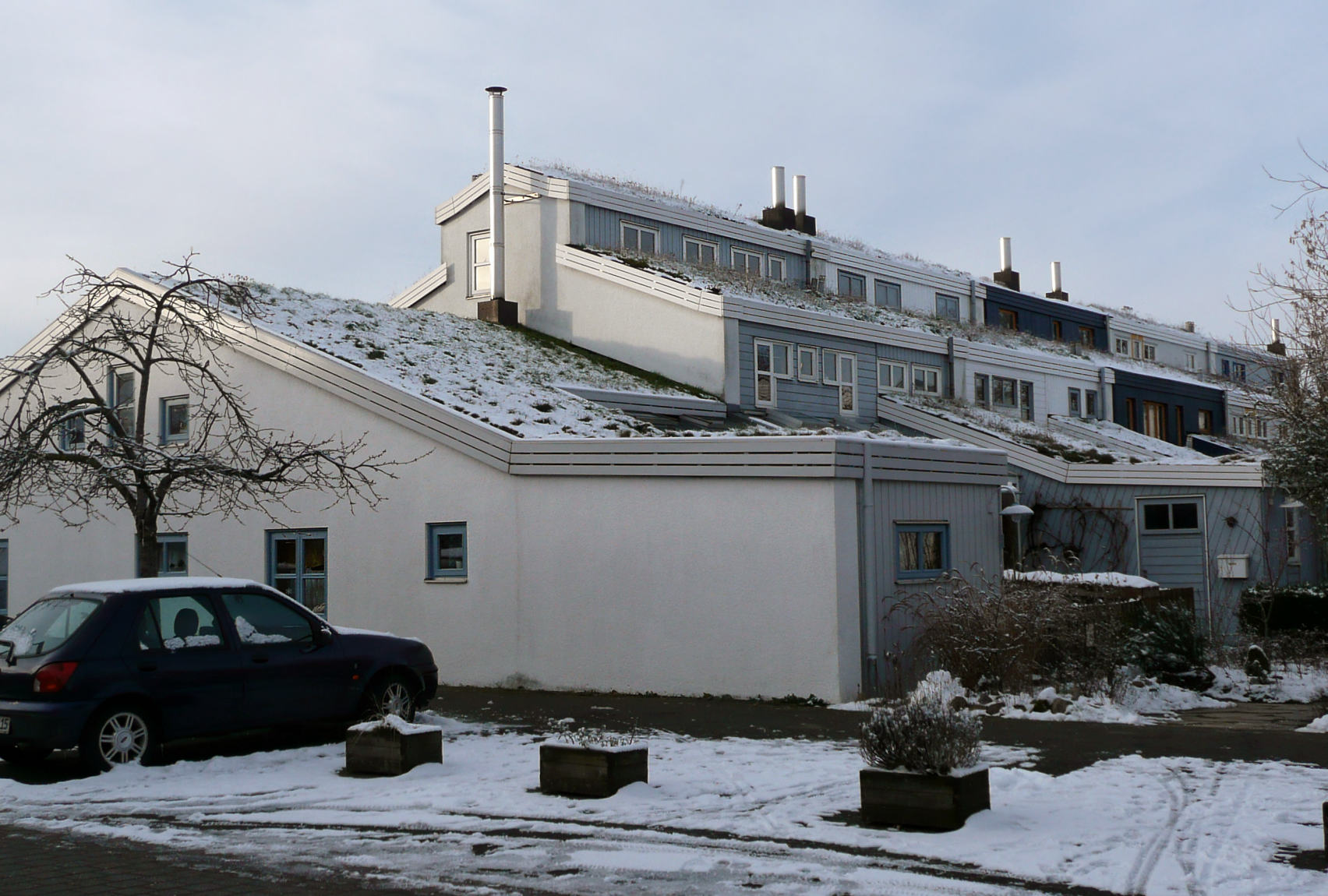
Mehrstöckiges Reihenhaus

Die über autofreien Wege zu erreichenden Häuser der Grasdachsiedlung wurden in Zeilenbauweise angelegt, sind 7–8 Meter breit und in der Regel 60–220 Quadratmeter groß. An jedes Haus grenzt ein schmaler Reihenhausgarten.
Äußerlich orientiert sich die Gestaltung an dem skandinavischen Vorbild der Holzhütten mit Moosdach, woraufhin für die Verkleidung der Häuserwand Holzfassaden gewählt wurden.
Auch in der Innenarchitektur sind markante Holzbalken wiederzufinden. Zwischen den Reihenhäusern dienen, neben Balkenelementen, gemauerte Rotklinkerziegel als Trennwände. Eine weitere Auffälligkeit der Häuser in der Grasdachsiedlung ist der Verzicht auf Unterkellerung aufgrund ihrer besonderen Ableitungstechnik. Wasser-, Abwasser-, Strom-, Telefon, sowie Heizungsleitungen verlaufen in Kanälen und Schächten durch die Reihenhauszeilen und münden in einem gemeinsamen Häuschen. Das heißt, dass sich ein Wohnweg bzw. eine Reihenhauszeile die Leitungen teilen. Darüber hinaus werden die Häuser über ein externes Blockheizkraftwerk versorgt, welches für einen sparsamen Energieverbrauch sorgt und überschüssig produzierten Strom an Energiefirmen verkauft.
Die namensgebenden Grasdächer entstanden auf den Dächern über einer wärmedämmenden Filzmatte. Darauf liegen zwei Erdschichten mit Mischungen von Erde und Tonkügelchen. Die benutzte Erde stammt aus dem Aushub des Mutterboden von der Baugrube der Häuser. Bepflanzt wurden die Dächer mit Rollrasen.

## Nachhaltigkeit
Bei der gesamten Gestaltung und Bauweise der Häuser stand Nachhaltigkeit an vorderster Stelle, sodass kein chemisch behandeltes Holz und lediglich umweltfreundliche Farbe auf natürlicher Basis für den Anstrich benutzt wurden.
Darüber hinaus haben die Grasdächer eine umweltfreundliche und nachhaltige Wirkung auf den Heizverbrauch. Aufgrund der zusätzlichen Dämmung kann der Heizverbrauch dementsprechend niedrig gehalten werden. Außerdem sollen die Dächer bei guter Wartung doppelt so lange halten wie herkömmliche Dächer, da das Gras das Dach vor Witterungseinwirkungen schützt.
Zusätzlich bieten die Grasdächer Platz für die Entstehung von Pflanzengesellschaften und sorgen für ein angenehmes Klima und frischer Luft zu jeder Jahreszeit. Auch bei der Anlegung der Gärten in der Grasdachsiedlung wurde der Nachhaltigkeitsaspekt, durch die Verfügung eines Komposthaufens, berücksichtigt und erlangte 2019 besondere Aufmerksamkeit.
Ein neu angelegter, rund 60 Quadratmeter großer Reihenhausgarten gewann im Jahre 2019 einen Preis in der Kategorie „Privatgärten“ im Wettbewerb „GartenLust“ in Hannover.